# Venango, Pennsylvania
Venango là một thị trấn thuộc quận Crawford, tiểu bang Pennsylvania, Hoa Kỳ. Năm 2010, dân số của thị trấn này là 239 người.